# Thomas Hill (malarz)

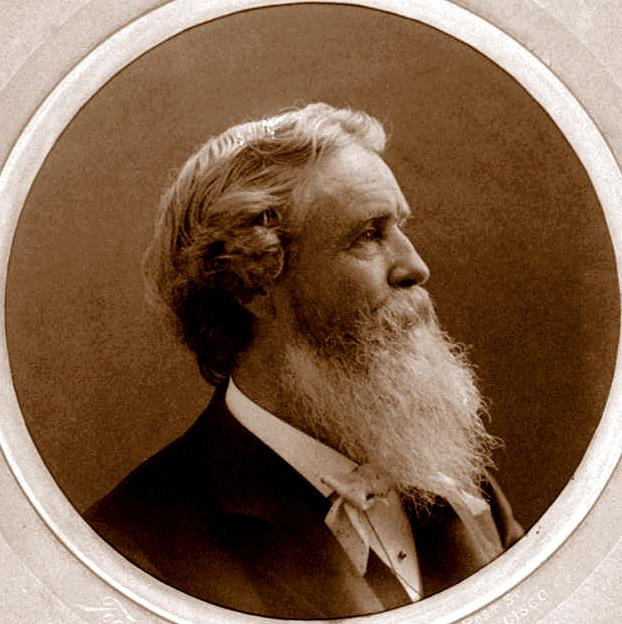
Thomas Hill, 1906

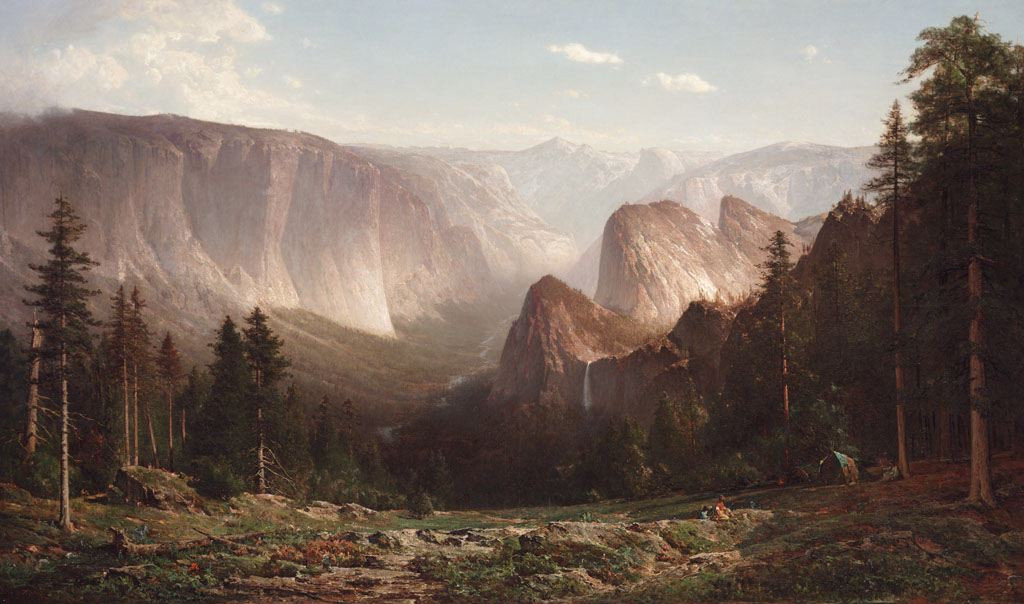
Wielki kanion w Yosemite, 1872

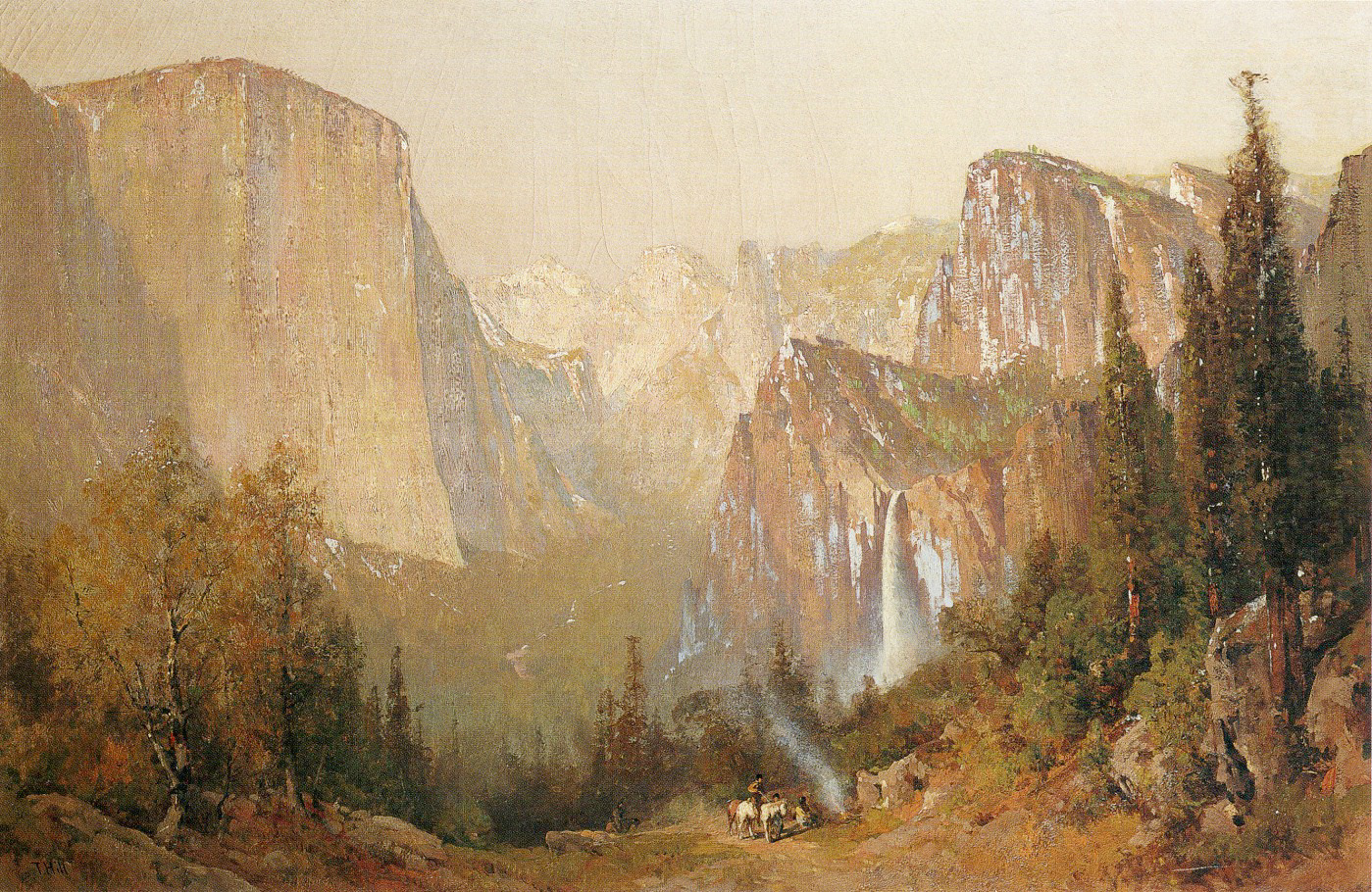
Dolina Yosemite, 1900

Thomas Hill (ur. 11 września 1829, zm. 30 czerwca 1908) – amerykański malarz pejzażysta, luźno związany z Hudson River School.
Urodził się w Anglii, w wieku 15 lat wyemigrował wraz z rodziną do Stanów Zjednoczonych. Studiował w Pennsylvania Academy of the Fine Arts i u malarza Petera Fredericka Rothermela. Żył i pracował w San Francisco w latach 1861-1866 i 1871-1908 oraz w Bostonie od 1867 do 1871. W 1851 ożenił się z Charlotte Elizabeth Hawkins, mieli dziewięcioro dzieci.
Hill był członkiem Boston Art Club i San Francisco Art Association. Wiele wystawiał m.in. w Art Union w San Francisco i Pennsylvania Academy of the Fine Arts, otrzymał 31 nagród. Znany jest głównie z majestatycznych krajobrazów Kalifornii, szczególnie Yosemite.